# Corborant
Il Corborant (a volte detto, a valle della frazione Bagni di Vinadio, rio dei Bagni o ancora rio della Traversera) è un torrente del Piemonte, affluente in destra idrografica della Stura di Demonte. Il suo corso si sviluppa interamente nel territorio del comune di Vinadio (CN); il perimetro del suo bacino è 34 km.

## Percorso
Nasce dalla confluenza di alcuni rami sorgentizi provenienti dai laghi di Lansfero (2.555  m s.l.m. il più alto) e dal Passo di Barbacana; scendendo verso nord-est riceve da destra, poco a valle delle case di San Bernolfo, il contributo idrico del Vallone di Collalunga.
Supera poi l'abitato di Strepeis e nei pressi di Bagni avviene la confluenza con i suoi due principali affluenti: da sinistra il rio dell'Ischiator, che drena l'omonimo vallone, e da destra quello di Isciauda, più breve. Poggiando poi verso est il torrente raggiunge infine la Stura di Demonte a 955  m s.l.m.; a monte della confluenza sorge la piccola borgata di Pianche, sempre in comune di Vinadio.

## Principali affluenti
- In sinistra idrografica:
  - rio Ischiator: nasce dal Lago superiore dell'Ischiator (2.740 m s.l.m.) e, dopo aver toccato i laghi dell'Ischiator di Mezzo e Inferiore, passa nei pressi del rifugio Migliorero. Qui il vallone si allarga dirigendosi verso est; dopo Besmorello il corso d'acqua piega quindi verso sud va a raggiungere il Corborant a Bagni di Vinadio (1.265 m s.l.m.).[4]
- In destra idrografica:
  - rio Isciauda: bagna l'omonimo vallone che scende in direzione nord-ovest dal passo di Bravaria; dopo un percorso caratterizzato da numerose briglie realizzate per smorzare la forza erosiva delle sue acque confluisce nel Corborant nei pressi delle terme, appena a valle della confluenza del rio Ischiator.[5]

Il torrente riceve a Bagni di Vinadio l'apporto della sorgente idrotermale di Bagni di Vinadio, sfruttata fin dall'antichità dall'omonimo stabilimento termale. Si tratta di acque sulfuree che sgorgano a una temperatura di 75°; la classificazione è di acqua "medio-minerale clorurato solfato calcica litiosa".

## Cartografia
- VALLE STURA - VINADIO - ARGENTERA / Bersezio - S. Anna di Vinadio - Bagni di Vinadio - St. Etienne de Tinee, Carta dei sentieri e dei rifugi scala 1:25.000 nº 112; IGC Torino, ed. 2009.